# Danh sách quốc gia Đông Nam Á theo GDP danh nghĩa
Sau đây là danh sách quốc gia Đông Nam Á theo GDP danh nghĩa từng năm. Số liệu được tham chiếu chủ yếu từ IMF.

## Danh sách GDP

### 2023
GDP và GDP bình quân đầu người theo ước tính của IMF vào năm 2023.
| Thứ hạng | Quốc gia    | Dân số triệu | GDP danh nghĩa triệu USD | GDP danh nghĩa đầu người USD | GDP (PPP) triệu USD | GDP (PPP) đầu người USD |
| -------- | ----------- | ------------ | ------------------------ | ---------------------------- | ------------------- | ----------------------- |
| —        | ASEAN       | 679.392      | 3,795,866                | 5,587                        | 11,412,834          | 16,798                  |
| 1        | Indonesia   | 278.749      | 1,371,171                | 4,919                        | 4,334,721           | 15,553                  |
| 2        | Thailand    | 70.188       | 514,836                  | 7,335                        | 1,683,069           | 23,981                  |
| 3        | Singapore   | 5.917        | 501,428                  | 84,734                       | 837,665             | 141,554                 |
| 4        | Philippines | 111.916      | 437,146                  | 3,906                        | 1,262,499           | 11,281                  |
| 5        | Vietnam     | 100.301      | 433,702                  | 4,324                        | 1,502,664           | 14,981                  |
| 6        | Malaysia    | 33.060       | 399,705                  | 12,090                       | 1,279,182           | 38,693                  |
| 7        | Myanmar     | 54.205       | 64,505                   | 1,190                        | 274,338             | 5,061                   |
| 8        | Cambodia    | 17.015       | 43,304                   | 2,545                        | 129,428             | 7,608                   |
| 9        | Brunei      | 0.450        | 15,126                   | 33,576                       | 39,133              | 86,866                  |
| 10       | Laos        | 7.585        | 14,943                   | 1,970                        | 70,135              | 9,250                   |